# Hesperencyrtus lycoenephila
Hesperencyrtus lycoenephila är en stekelart som först beskrevs av Jean Risbec 1951.  Hesperencyrtus lycoenephila ingår i släktet Hesperencyrtus och familjen sköldlussteklar. Inga underarter finns listade i Catalogue of Life.